# Misbaha

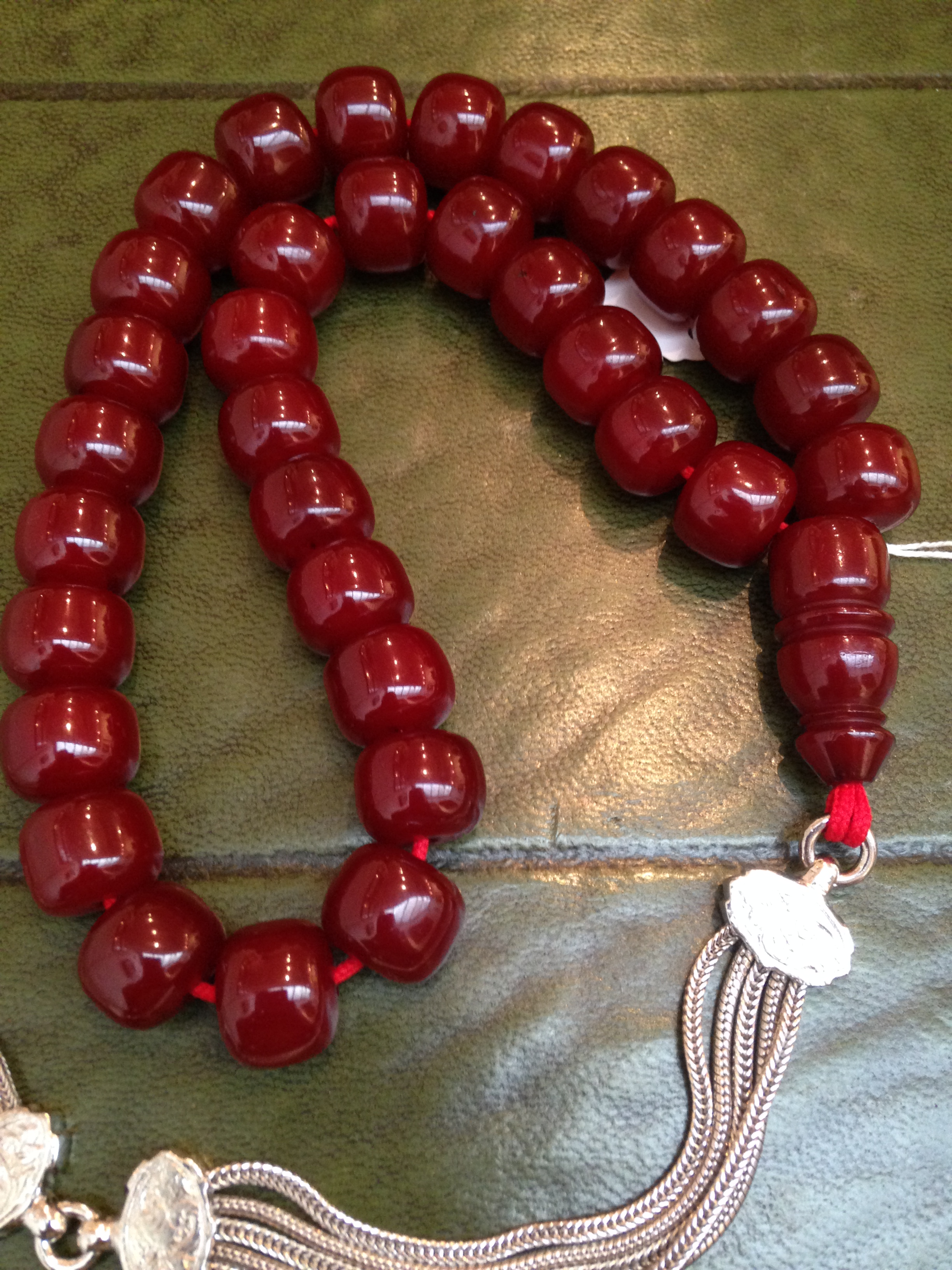
Rosario ottomano di perle in Faturan marmorizzate

Una misbaḥah (in arabo مِسْبَحَة‎?, misbaḥa), anche سُبْحَة, subḥa (arabo, curdo e urdu) (in arabo تَسْبِيح‎?, tasbīḥ) (Iran, Afghanistan, Tagikistan e Pakistan), tespih (turco, bosniaco e albanese) e tusbax (somalo) è una collana di grani di preghiera che viene spesso usata dai musulmani per tenere traccia del conteggio del dhikr.
La misbaḥah è anche conosciuta come tasbīḥ (تَسْبِيح‎), da non confondere con il dhikr del tasbih - nelle lingue non arabe, in particolare in persiano. In Turchia, è noto come tespih.

## Uso
Una misbaḥah è uno strumento che viene utilizzato come aiuto per eseguire il dhikr, recitando i nomi di Dio nell'Islam, e la glorificazione di Dio dopo la preghiera regolare. È spesso fatto di perline di legno o di plastica, ma può anche essere di semi di ulivo, di avorio, di perle o pietre semipreziose come corniola, onice e ambra.
Di solito è costituita da 99 grani per assistere la glorificazione di Dio dopo le preghiere: 33 Tasbeeh (subhāna-llāh), 33 Tahmeed (ʾal-ḥamdu li-llāh) e 33 Takbeer (ʾAllāhu ʾakbar). Alcuni suggeriscono che le 99 perle si riferiscano anche ai 99 nomi di Allah. Le misbaha più piccole consistono in 33 grani, nel qual caso uno li percorre tre volte per completare il ciclo di 99. Tuttavia, le misbaha possono anche consistere in 100 o 200 perle di conteggio per assistere nei doveri dhikr di alcuni ordini sufi.
Le misbahah sono anche usate culturalmente per ridurre lo stress o come indicazione dello status nella società.

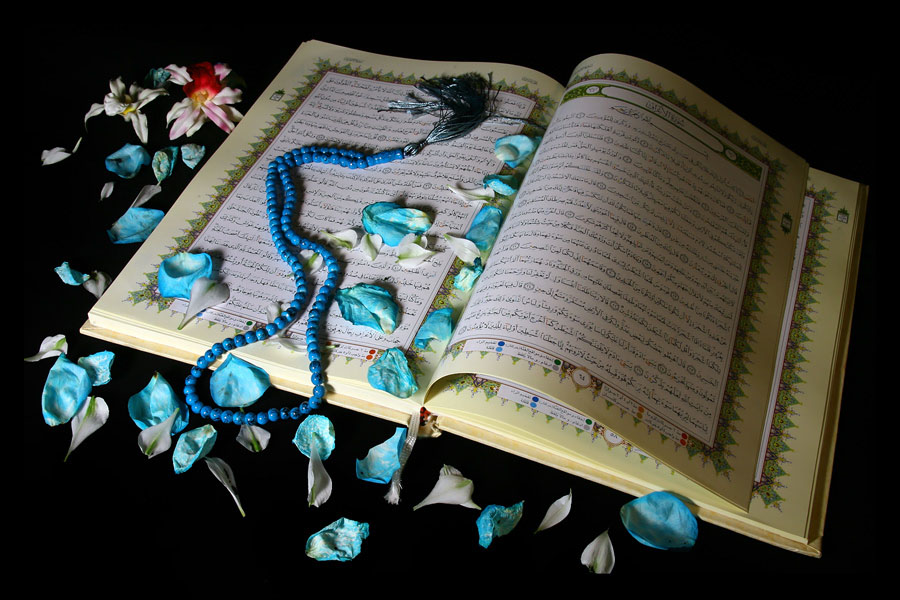
Corano e Misbahah

## Galleria d'immagini

Istanbul, Museo delle perle di preghiera:, perline di noce Coquilla
Istanbul, Museo delle perle di preghiera: perline d'avorio
Istanbul, Museo delle perle di preghiera: perline di denti di mammut
Istanbul, Museo delle perle di preghiera: perline decorate con motivo astratto
Istanbul, Museo delle perle di preghiera: perline dipinte con ritratto
Istanbul, Museo delle perle di preghiera: perline d'ambra